# Нист, Фридрих
Фридрих Нист (нем. Friedrich Niest; 26 апреля 1816 — 21 февраля 1892) — немецкий пианист и музыкальный педагог.
Ученик Дельфины фон Шаурот, дебютировал в Мюнхене в 1832 году. Многие годы преподавал в Мюнхенской консерватории, где среди его учеников были, в частности, София Ментер и Дионис Прукнер. Начиная с 1878 года давал уроки фортепианной игры Рихарду Штраусу.
Автор небольших фортепианных пьес.
Сводный брат, Карл Нист (нем. Carl Niest; 1804—1870) — валторнист в оркестре Баварской оперы.